# 傑夫·巴格威爾
傑佛瑞·羅伯特·巴格威爾（英語：Jeffrey Robert Bagwell，1968年5月27日—），為美國職棒大聯盟的一壘手，15年職棒生涯皆效力於休士頓太空人。他在1991年拿下國聯新人王，生涯入選4次明星賽。另外拿下3次銀棒獎和一次金手套獎。1994年至2005年間，太空人隊拿下11次分區龍頭。2005年更是打進隊史首次世界大賽。2005年，巴格威爾入選德州運動名人堂。2017年，他成功入選大聯盟名人堂。

## 職業生涯

### 波士頓紅襪
1989年大聯盟選秀，巴格威爾在第四輪被紅襪隊選中。而巴格威爾也加入紅襪隊的1A，開啟職業生涯。
1990年，紅襪隊打算衝擊季後賽，因此用巴格威爾向太空人交易來Larry Andersen。

### 休士頓太空人
加入太空人後，因為三壘已經有了肯·卡米尼堤坐鎮，因此巴格威爾轉任一壘手。當時他跳過3A，直接從2A直升大聯盟。5月6日，他在7局上場代打敲出全壘打，9月份的單月打擊率更是高達3成50。最終他的打擊率為2成94，並敲出15轟與82分打點，順利拿下國聯新人王，成為太空人隊史第一人。
1992年，巴格威爾繳出2成73的打擊率，並敲出18轟與96分打點。1993年球季末，太空人正以分區第三準備衝刺季後賽。巴格威爾更是有著3成20打擊率，外帶20轟與88分打點的成績。然而，他在一場比賽中卻被觸身球砸中手骨，造成他剩餘球季報銷。後來他在1994年2月和球隊簽下1年240萬美元的合約。
1994年6月，巴格威爾敲出13轟寫下隊史單一球員的紀錄。該月份他的打擊率高達3成94，一舉拿下單月最佳球員。這年他也順利入選明星賽。不過球季末段卻因為發生罷工事件而縮水，使得他在這年的打擊率為3成68，並敲出39轟和116分打點。而他在打擊率排行榜上輸給湯尼·關恩，全壘打輸給Matt Williams，hulsey080594無緣拿下打擊三冠王。不過他仍然拿下國聯MVP、金手套獎、銀棒獎與國聯打點王等殊榮。11月23日，他和太空人簽下4年2750萬美元的延長合約。
1995年，受到罷工事件影響導致球季少了18場比賽。而巴格威爾的開季表現也冷冰冰，不過他在6月份繳出3成39的打擊率。7月30日，他因為觸身球而休息了1個月左右，後來他在9月狂拉尾盤，單月打擊率3成13，並敲出5轟與21分打點。可惜太空人仍以1場勝差輸給洛磯，無緣拿下外卡席次。這年他的打擊率為2成90，並敲出21轟。
1996年起，巴格威爾已經和克雷格·比吉歐成為太空人的招牌雙星。5月7日，巴格威爾打回生涯第500分打點。他在該月份以3成60打擊率，外帶10轟與31分打點的成績，拿下單月最佳球員。這也是巴格威爾第四次拿下此殊榮。最後他整季全勤出賽，打擊率為3成15，並敲出31轟與120分打點，在MVP票選上拿下第9名。
1997年5月20日，巴格威爾以全壘打完成生涯千安的成就。並成功入選明星賽。這年他的打擊率為2成86，並敲出43轟與31次盜壘成功。他成為大聯盟首位進入30-30俱樂部的全職一壘手。這年他在MVP票選上拿下第三名，並成功帶領太空人拿下分區冠軍。不過巴格威爾和比吉歐在分區賽合計僅敲出2支安打，最終太空人遭到勇士橫掃。
1998年，巴格威爾維持高檔表現。整季打擊率為3成04，並敲出34轟與11分打點。而巴格威爾也開始收到一些對於他使用禁藥的質疑。這年太空人拿下隊史新高的102勝，再次闖進季後賽。可惜他們在分區賽不敵以凱文·布朗領軍的教士隊。
1999年4月21日，巴格威爾首次達成單場三響砲，並成為太空人隊史全壘打王。後來他在6月9日又達成一次。8月20日，他在一場16局大戰中獲得6次保送，寫下大聯盟單場紀錄。這年他依舊全勤出賽，打擊率3成04，並敲出42轟與126分打點。並同時他也完成30次盜壘成功，再一次達成單季30轟與30盜。最後他在MVP票選拿下第二名，並順利拿下第三座銀棒獎。
2000年8月19日，巴格威爾敲出生涯300轟。這年他的打擊率為3成10，並敲出個人新高的47轟。最後他也成為大聯盟第五位在生涯前10年就累積300轟、1000分打點與1000次得分的選手。年底他與太空人簽下5年8500萬美元的延長合約。
2001年5月7日，巴格威爾敲出生涯第700支長打，同時寫下個人生涯新高的單場7分打點。之後他在7月18日達成了一次完全打擊。雖然後來他在球季末因為肩膀骨刺動手術導致球季提前報銷，不過他仍然成為大聯盟史上第一位連續6年都繳出單季30轟、100分打點和100次得分的選手。這年太空人再次拿下分區龍頭，不過又在分區賽被勇士橫掃淘汰。
2002年，巴格威爾的傷勢其實還沒完全恢復，身手也不復以往，不過他仍然在季中達成連續15場比賽敲安的個人紀錄。隔年4月26日，他成功敲出生涯2000安，成為比吉歐之後第二位達陣的太空人隊球員。之後又在7月20日敲出生涯400轟。
2004年8月30日，巴格威爾達成生涯200次盜壘成功。9月18日，他敲出生涯第1000分打點。最後他在這年敲出27轟，終止了連續單季30轟以上的紀錄。2004年國聯分區賽，巴格威爾終於敲出季後賽首轟。而太空人也成功在分區賽擊敗勇士，成功晉級下一輪。後來他們在國聯冠軍賽與紅雀鏖戰7場比賽後落敗。
2005年2月，巴格威爾和比吉歐都雙雙入選德州運動員名人堂。這年巴格威爾的身手大幅退化，整季打擊率僅有2成50，只敲出3轟。太空人雖然開季吞下15勝30敗，不過最後仍然驚險拿下外卡席次，並一路過關斬將闖進隊史首次世界大賽。不過太空人整個系列賽打擊不佳，最後遭到白襪隊橫掃出局。
2006年，由於傷勢影響加上過往身手不再，巴格威爾嘗試重返大聯盟仍舊失敗，最終於2006年球季結束後宣布退休。

## 退休之後
2007年6月28日，比吉歐敲出生涯3000安，而巴格威爾也在退休後首次公開露面。當時比吉歐將巴格威爾從休息室拉出來，現場球迷爆出一陣歡呼。
同年8月26日，太空人宣布退役巴格威爾的5號球衣。成為太空人隊史上第8件退休球衣。
2017年，巴格威爾和比吉歐都親眼見證到太空人拿下隊史首冠。而球隊也在隔年特別訂製兩枚冠軍戒送給兩人。
2011年，巴格威爾首度獲得名人堂票選資格。不過也開始傳出他在打球期間有使用禁藥的嫌疑。儘管如此，大聯盟介入調查後認為巴格威爾使用禁藥一事沒有足夠證據。最終他成功在2017年入選名人堂，而他的前隊友比吉歐則是在2015年便入選名人堂。

## 生涯打擊數據
| 出賽次數 | 打席 | 打數 | 得分 | 安打 | 二安 | 三安 | 全壘打 | 打點 | 盜壘 | 保送 | 三振 | 打擊率 | 上壘率 | 長打率 | 守備率 |
| -------- | ---- | ---- | ---- | ---- | ---- | ---- | ------ | ---- | ---- | ---- | ---- | ------ | ------ | ------ | ------ |
| 2150     | 9431 | 7797 | 1517 | 2314 | 488  | 32   | 449    | 1529 | 202  | 1401 | 1558 | .297   | .408   | .540   | .948   |

## 外部連結
- 傑夫·巴格韋爾在美國職棒官網（英语）
- 傑夫·巴格韋爾在Baseball-Reference.com（大聯盟）（英语）
- 傑夫·巴格韋爾在Baseball-Reference.com（小聯盟以及海外聯盟）（英语）
- 傑夫·巴格韋爾在ESPN（MLB）（英语）
- 傑夫·巴格韋爾在FanGraphs.com（英语）
- 傑夫·巴格韋爾在Retrosheet（英语）
- 傑夫·巴格韋爾在SABR（英语）
- 傑夫·巴格韋爾在The Baseball Cube（英语）
- 傑夫·巴格韋爾在Baseball Hall of Fame（英语）
- 傑夫·巴格威爾在台灣棒球維基館上的頁面（繁體中文）

| 前任： 約翰·歐勒魯德 | 完全打擊 2001年7月18日 | 繼任： 傑夫·弗萊 |